# Niranjan Pal
Pour les articles homonymes, voir Pal.
Niranjan Pal, né à Calcutta (Indes britanniques) le 17 août 1889 et mort dans cette ville le 9 novembre 1959, est un dramaturge, scénariste et réalisateur dans l'industrie cinématographique indienne du temps du muet et du début du parlant. Proche collaborateur de Himanshu Rai et de Franz Osten, il fonde avec eux les studio et société de production cinématographiques Bombay Talkies.